# 세르비아의 로마 가톨릭 교구 목록
세르비아의 로마 가톨릭 교구는 1개 관구에 1개 관구장좌 대교구와 2개 일반교구가 속하며 이웃한 크로아티아의 시르미오 관구에 스리엠교구가 속해 있다

## 교구

### 베오그라드 관구(Province of Beograd)
- 베오그라드 관구장좌 대교구( Archdiocese of Beograd)
  - 스보티차 교구(Diocese of Subotica)
  - 즈레냐닌 교구( Diocese of Zrenjanin)

### 시르미오관구(Province of Syrmia)
- - 스리엠 교구(Diocese of Srijem)